# Île de loisirs de la Corniche des Forts
L'espace nature de la Corniche des Forts est une base de plein air et de loisirs située dans le département de la Seine-Saint-Denis (France), sur le territoire des communes de Romainville, Pantin, Les Lilas et Noisy-le-Sec. Inaugurée le 21 mai 2021, elle devient la 12e îles de loisirs de la région Île-de-France avant d'être repris en gestion par Île-de-France Nature en juillet 2024.
Elle se situe à 2 km à l'est de Paris (Porte des Lilas).

## Histoire
La décision de création de l'île de loisirs a été prise par la Région en 2000. Une première étude d’impact a été réalisée par sur la base d’une programmation en septembre 2002. Le projet a fait l’objet d’une déclaration d’utilité publique (DUP) en 2003.
Des travaux de mise en sécurité sont intervenus en 2007 pour consolider les galeries souterraines de l'ancienne carrière de gypse qui occupait le site, fermée en 1965.
En 2017, l'emprise des travaux a été réduite à 8 hectares. Une nouvelle mise à jour de l’étude d’impact au regard du nouvel aménagement a été réalisé en 2016 et a fait l’objet d’un avis de l’Autorité Environnementale.
En 2024, Île-de-France Nature reprend la gestion des lieux ainsi que d'autres espace comme le parc de la Salpinière au département de la Seine-Saint-Denis. Les jardins familiaux reviennent à la ville de Romainville.

## Présentation
Le projet consiste à réaménager, sur la partie nord du plateau de Romainville, une partie d'une zone de friches, « le Bas-Pays », s'étendant à l'emplacement d'anciennes carrières, sur une surface de 64 hectares, incluant le parc départemental de Romainville (« la Sapinière »), le parc communal de Romainville, les parcs Henri-Barbusse et de la République de Pantin.
Les premiers aménagements de la base ont été réalisés en 2010 : la démolition et l'aménagement des abords de l'ancien château de Romainville, l'aménagement de 49 parcelles de jardins familiaux et d’un chemin est-ouest de 2,8 km.
Les travaux se sont concentrés sur 8 hectares des anciennes carrières dont 4,5 hectares sont ouverts au public depuis le mois de mai 2021. Le coût du projet est estimé à 15 millions d'euros.
Le site est planté de boisement de friches, qui ont poussé en l'état depuis les années 1960, et d'arbres ornementaux. 9 habitats naturels sont recensés. 4 espèces floristiques patrimoniales,, 2 espèces protégées d'amphibiens et 43 espèces d'oiseaux nicheurs ont été inventoriées.
Le projet a entrainé le défrichement de 4,3 hectares par l'abattage de 650 arbres et la plantation de 4 200 nouveaux, 3 100 arbustes et de 31 200 plantes vivaces ce qui a entrainé des contestations en octobre 2018.
Cependant, 20 hectares de boisement sur les friches des anciennes carrières à Romainville (« Le Bas Pays ») entourés de clôtures sont fermés au public, ainsi sanctuarisés pour préserver un espace de biodiversité.
Les aménagements comprennent :
- Trois prairies de détente sur 1,5 hectares : une au nord, la plaine de loisirs au centre (1 ha) en lien avec le parc départemental de Romainville et un plateau belvédère au sud-est de 5 600 m2.
- Des parcours sportifs et de promenade dont 1,3 km accessibles aux personnes à mobilité réduite.
- Un mur d'escalade
- Des aires de jeux
- une zone d’éco-pâturage accessible aux moutons aménagée sur 2,4 hectares supplémentaires, et visible depuis un chemin d'observation dont une passerelle.

En mai 2021, lors de l'ouverture au public, le projet n'est pas totalement achevé. Seuls 30 Hectares sont accessibles au public. 
Une première promenade est possible sur une boucle d'environ 700 mètres dont une passerelle d'une centaine de mètres permettant d'observer les parties de forêt préservées.
Le projet prévoit également :
- La création d'un sentier forestier en bordure du parc
- Un poney-club
- Un parcours d'accrobranche

## Gestion
Le parc est accessible gratuitement au public. Des grilles entourent les zones boisées protégées mais le reste des infrastructures sont en accès libre. Seule la passerelle est protégée par des grilles mais aucune indication d'horaire d'ouverture et de fermeture ne sont visibles.
Le site est géré par le Syndicat mixte de la Corniche des Forts. Cette instance, composée d'élus des 4 communes concernées, de la Région et du conseil départemental, est présidé par François Dechy (DVG), le maire de Romainville.